# 7220 Philnicholson
7220 Philnicholson (1981 QE) là một tiểu hành tinh vành đai chính được phát hiện ngày 30 tháng 8 năm 1981 bởi E. Bowell ở trạm Anderson Mesa thuộc Đài thiên văn Lowell.